# 双城城堡
双城城堡，是柘荣上城与下城的统称，位于中国福建省柘荣县双城镇，上城建于明嘉靖己未年（1559年），下城建于元至正二十一年（1361年）。下城现存东门（宣寅门）及东边城墙南、北二段，共长226米。上城城墙现存东、西、北面数段，总长度达525.7米。双城城墙临水而建，顶部内设跑马道，外筑女墙，墙厚近5米，高度4.5—10米不等，功能完备，是明、清二代闽东及沿海地区筑城建堡的主要模式。2009年11月16日公布为第七批福建省文物保护单位。